# Kim Do-hoon (actor)
Kim Do-hoon (en hangul, 김도훈; nacido el 15 de septiembre de 1998) es un actor y modelo surcoreano.

## Carrera
Kim Do-hoon se graduó en la Kaywon Arts High School y después se matriculó en el Departamento de Teatro y Cine de la Universidad Chung-Ang. El primer proyecto para el que se presentó a una audición tras ingresar en la universidad fue el largometraje Gate (2018), donde interpretaba a un jáquer que piratea cajas fuertes y cámaras de videovigilancia. Poco después tendría un papel completamente distinto en la serie web romántica My Woofy Poofy Love.
En 2020 firmó un contrato de representación con la agencia Sem Company. Al año siguiente obtuvo su primer papel protagonista en un canal de televisión, MBC (antes había protagonizado solo series web): fue en la producción en cuatro capítulos Here's My Plan con el personaje de Cho Yoon-ho, un chico de carácter cálido y mentalidad positiva. El mismo año se emitió Dark Hole en OCN, donde tiene un papel opuesto: el de un joven gamberro del barrio que ha sido expulsado de la escuela.
En 2023 fue uno de los protagonistas de la serie de Disney+ Moving. En la audición solicitó que se le asignara el papel de Kang-hoon, que ya le había atraído al leer el webtoon en el que se basa la serie. Y fue este el papel que obtuvo.

## Filmografía

### Cine
| Año  | Título                        | Hangul                               | Papel       | Ref.          |
| ---- | ----------------------------- | ------------------------------------ | ----------- | ------------- |
| 2016 | Following                     | 미행                                 |             | [ 9 ] [ 10 ]  |
| 2018 | Gate                          | 게이트                               | Won-ho      | [ 10 ] [ 11 ] |
| 2019 | Days of Wraith 2              | 응징자 2                             | Kim Tae-sik | [ 11 ]        |
| 2019 | Unalterable                   | 얼굴없는 보스                        | Young-jae   | [ 5 ]         |
| 2020 | Unalterable: The Untold Story | 얼굴없는 보스 : 못다한 이야기 감독판 | Young-jae   |               |
| 2021 | The Hypnosis                  | 최면                                 | Byung-jun   | [ 3 ]         |
| 2023 | Handsome Guys                 | 핸섬가이즈                           | Jason       | [ 2 ] [ 12 ]  |

### Series de televisión
| Año  | Título                           | Papel          | Canal   | Notas                           | Ref.          |
| ---- | -------------------------------- | -------------- | ------- | ------------------------------- | ------------- |
| 2017 | Man in the Kitchen               | Won-ban        | MBC     |                                 |               |
| 2018 | My Woofy Poofy Love              | Geum Dol       | YouTube | Serie web                       | [ 3 ]         |
| 2018 | Your Imagination Becomes Reality | Kim Ha Neul    | YouTube | Serie web                       |               |
| 2019 | Absolute Boyfriend               | Yoo Jin        | SBS     |                                 | [ 2 ]         |
| 2019 | Doctor John                      | Park Jung-bo   | SBS     | Aparición especial, ep. 1-4, 23 | [ 11 ]        |
| 2021 | Here's My Plan                   | Cho Yoon-ho    | MBC     | Primer papel protagonista       | [ 2 ] [ 10 ]  |
| 2021 | Dark Hole                        | Lee Jin-seok   | OCN/tvN |                                 | [ 13 ] [ 14 ] |
| 2022 | Today's Webtoon                  | Shin Dae-ryuk  | SBS     |                                 | [ 15 ]        |
| 2022 | Fly High Butterfly               | Yoon Dong-yeol | jTBC    | Aparición especial, ep. 15      |               |
| 2022 | The Law Cafe                     | Bae Joon       | KBS2    |                                 | [ 16 ]        |
| 2023 | Moving                           | Lee Kang-hoon  | Disney+ | Serie web                       | [ 17 ] [ 18 ] |
| 2023 | The Escape of the Seven          | K              | SBS     |                                 | [ 19 ]        |
| 2024 | Your Honor                       | Song Ho-young  | ENA     |                                 | [ 20 ] [ 21 ] |
| 2025 | Exploradora del amor             | Woo Jung-hoon  | SBS     |                                 | [ 22 ] [ 23 ] |
| 2025 | Law and the City                 | Abogado novato | tvN     | Aparición especial, ep. 1       | [ 24 ] [ 25 ] |

### Variedades televisivas
| Año  | Título               | Función                             | Canal   | Notas | Ref.          |
| ---- | -------------------- | ----------------------------------- | ------- | ----- | ------------- |
| 2024 | Agentes del misterio | Miembro del equipo de investigación | Netflix |       | [ 26 ] [ 27 ] |

## Premios y nominaciones
| Año  | Premios             | Categoría              | Papel                   | Resultado | Ref.          |
| ---- | ------------------- | ---------------------- | ----------------------- | --------- | ------------- |
| 2022 | Premios Korea Drama | Mejor actor revelación | Today's Webtoon         | Ganador   | [ 28 ]        |
| 2023 | Premios SBS Drama   | Mejor actor revelación | The Escape of the Seven | Ganador   | [ 29 ] [ 30 ] |